# Кањ на Мору
Кањ на Мору (фр. Cagnes-sur-Mer) је насељено место у Француској у региону Прованса-Алпи-Азурна обала, у департману Приморски Алпи.
По подацима из 2011. године у општини је живело 46.632 становника, а густина насељености је износила 2597,88 становника/km².

## Демографија
| 1962.  | 1968.  | 1975.  | 1982.  | 1990.  | 1999.  | 2011.  |
| ------ | ------ | ------ | ------ | ------ | ------ | ------ |
| 15.392 | 22.110 | 29.538 | 35.214 | 40.902 | 43.929 | 46.632 |

## Партнерски градови
- Пасау